# إيزنوغود
إيزنوغود (بالفرنسية: Iznogoud) ومعناه (شخص غير جيد) هو مسلسل قصص مصورة فرنسي بلجيكي من تأليف رينيه جوسيني وجان تاباري، وقد صدرت أول مرة في سنة 1962، تتكلم قصة المسلسل عن صدر أعظم من بغداد يعتبر ثاني أعلى سلطة بعد الخليفة، ويحاول أن يحل مكان الخليفة هارون البسيط، والذي يعتبر تشبيه للخليفة هارون الرشيد، تم إنتاج مسلسل رسوم متحركة له في سنة 1995.